# Liste der Verfilmungen der Werke von Fernando Pessoa

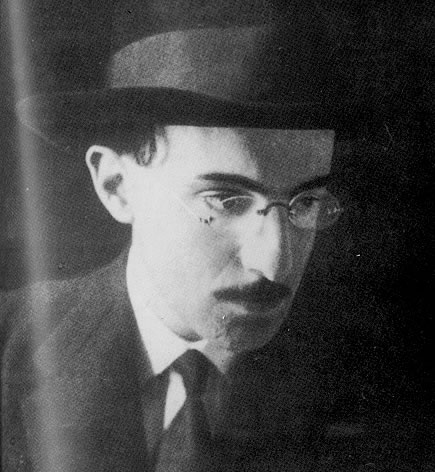

Die Liste der Verfilmungen der Werke von Fernando Pessoa führt Verfilmungen von Werken des portugiesischen Schriftstellers Fernando Pessoa (1888–1935) auf, sowohl Spiel- als auch Dokumentarfilme. Einige sind von mehreren Werken Pessoas oder auch von mehreren Werken verschiedener Autoren inspiriert, andere widmen sich ganz einem bestimmten Werk Pessoas, und noch andere zitieren Texte von Pessoa.
Vor allem das Portugiesische Kino widmet sich den Texten Pessoas, aber auch internationale Produktionen nehmen seine Stoffe auf, allgemein meist in Produktionen des Autorenfilms.

## Verfilmungen
| Jahr | Originaltitel                                         | Hinweis                                                         | Land                    | Deutscher Titel           | Regie                                     | Darsteller                                                                | Vorlage                                                                                   |
| ---- | ----------------------------------------------------- | --------------------------------------------------------------- | ----------------------- | ------------------------- | ----------------------------------------- | ------------------------------------------------------------------------- | ----------------------------------------------------------------------------------------- |
| 1963 | Painéis do Porto                                      | Dokumentarfilm, Kurzfilm                                        | Portugal                |                           | António Reis, César Guerra Leal           |                                                                           | (Gedichte)                                                                                |
| 1967 | A Metafísica dos Chocolates                           | Spielfilm, Kurzfilm                                             | Portugal                |                           | José Fonseca e Costa                      | João Perry (Erzähler)                                                     | A Tabacaria (Gedicht)                                                                     |
| 1970 | La boule noire                                        | Spielfilm, Fernsehfilm                                          | Portugal                |                           | Alfredo Tropa                             | Ana de Sá, Ermelinda Duarte, Ana Pereira da Costa                         | O Marinheiro (Erzählung)                                                                  |
| 1977 | O Encoberto                                           | Dokumentarfilm, Kurzfilm                                        | Portugal                |                           | Fernando Lopes                            | João Cutileiro (Sprecher)                                                 | (Gedicht)                                                                                 |
| 1981 | Conversa Acabada                                      | Spielfilm                                                       | Portugal                |                           | João Botelho                              | Fernando Cabral Martins, André Gomes, Juliet Berto                        | (Gedichte, Textzitate)                                                                    |
| 1982 | Cinq et la peau                                       | Spielfilm                                                       | Frankreich, Philippinen |                           | Pierre Rissient                           | Féodor Atkine, Eiko Matsuda, Gloria Diaz                                  | (Gedichte)                                                                                |
| 1983 | O Banqueiro Anarquista                                | Spielfilm, Fernsehfilm                                          | Portugal                |                           | Eduardo Geada, Joaquim Vieira             | Santos Manuel, Manuel Marcelino, Jorge Lopes (Sprecher)                   | Ein anarchistischer Bankier                                                               |
| 1983 | Travessia: Viagem à Memória do Tempo                  | Dokumentarfilm, Fernsehfilm                                     | Portugal                |                           | António Escudeiro                         |                                                                           |                                                                                           |
| 1983 | Capitali culturali d'Europa                           | Fernsehserie, Folge Lissabon                                    | Italien                 |                           | Manoel de Oliveira                        |                                                                           | (Gedicht)                                                                                 |
| 1984 | Palavras Ditas                                        | Fernsehserie, eine Folge                                        | Portugal                |                           |                                           | Mário Viegas, Rui Miguel, Carla Andrino                                   | (Gedicht)                                                                                 |
| 1986 | Um Dia na Vida de... um Vendedor de Pássaros          | Fernsehfilm, Dokumentarfilm                                     | Portugal                |                           | Luis Nestor Ribeiro                       |                                                                           | (Gedicht)                                                                                 |
| 1987 | La gentilezza del tocco                               | Spielfilm                                                       | Italien                 |                           | Francesco Calogero                        | Maurizio Puglisi, Antonio Alveario, Antonino Bruschetta                   | Das Buch der Unruhe                                                                       |
| 1988 | Mensagem                                              | Spielfilm                                                       | Portugal                |                           | Luis Vidal Lopes                          | Filipe Ferrer, António Caldeira Pires, Canto e Castro, Isabel de Castro   | Mensagem (Gedichte)                                                                       |
| 1991 | O Menino de Sua Mãe                                   | Fernsehfilm (Theateraufzeichnung)                               | Portugal                |                           | Luis Nestor Ribeiro                       | Eugénia Bettencourt, Maria do Céu Guerra, João Maria Pinto                | Gedicht                                                                                   |
| 1991 | A Morte do Príncipe                                   | Spielfilm                                                       | Portugal                |                           | Maria de Medeiros                         | Luís Miguel Cintra, Maria de Medeiros, Francisco Campanico                | Kurzgeschichten: A Morte do Príncipe, Salomé, Sakyamuni und Diálogos no Jardim do Palácio |
| 1992 | Au bord du monde - Fernando Pessoa                    | Spielfilm, Kurzfilm                                             | Frankreich              |                           | Valerie Uttscheid                         | Alain Aithnard, Joël Barbouth, Mônica Passos                              | (Gedichte)                                                                                |
| 1994 | Continuum                                             | Spielfilm                                                       | Spanien                 |                           | Javier Aguirre                            | Maruchi Fresno (Sprecher), Paca Ojea, Berta Riaza                         |                                                                                           |
| 1994 | A Luz Incerta                                         | Spielfilm                                                       | Portugal                |                           | Margarida Gil                             | Anabela Teixeira, Filipe Cochofel, Fernanda Lapa                          | Roman                                                                                     |
| 1996 | Pessoa                                                | Spielfilm                                                       | Schweiz                 | Pessoa                    | Heinz Bütler                              | Udo Samel, Jessica Früh, Werner Lüdi                                      | (Roman)                                                                                   |
| 1997 | Mies jota ei koskaan ollut                            | Spielfilm, Fernsehfilm                                          | Finnland                |                           | Joe Davidow                               | Jorma Uotinen                                                             |                                                                                           |
| 2001 | She Puppet                                            | Spielfilm, Kurzfilm                                             | USA                     |                           | Peggy Ahwesh                              | Yuko Aramaki (Sprecher), Samuel Topiary (Sprecher), Eva Waniek (Sprecher) | Das Buch der Unruhe                                                                       |
| 2004 | Lisboa                                                | Spielfilm                                                       | Argentinien             |                           | Néstor Lescovich                          | Belén Blanco, Luciano Cazaux, Damián Dreizik                              |                                                                                           |
| 2009 | Os Restos do Dia                                      | Spielfilm, Kurzfilm                                             | Portugal                |                           | Bruno Carnide                             | João Dinis, Luís Pinto Lucena (Sprecher)                                  |                                                                                           |
| 2009 | Os Mistérios de Lisboa or What the Tourist Should See | Dokumentarfilm                                                  | Portugal                |                           | José Fonseca e Costa                      | Paulo Pires (Sprecher)                                                    | Reiseführer von 1925                                                                      |
| 2009 | Abel Escoto: Fragmentos de Vida e Obra                | Dokumentarfilm                                                  | Portugal                |                           | Miguel Cardoso                            | Abel Escoto, Miguel Cardoso (Sprecher)                                    | (Epigraph)                                                                                |
| 2010 | O Despertar da Primavera                              | Kurzfilm                                                        | Portugal                |                           | Paulo César Fajardo                       | Filipe Sá                                                                 | Gedicht                                                                                   |
| 2010 | Lisbon Revisited (1923) a VDO Poem                    | Spielfilm, Kurzfilm                                             | Portugal                |                           | Francisco Peres                           | Isabel d'Escragnolle-Taunay, Luís Marques da Cruz, Rui de Freitas         | Gedicht                                                                                   |
| 2010 | Filme do Desassossego                                 | Spielfilm                                                       | Portugal                |                           | João Botelho                              | Cláudio da Silva, Pedro Lamares, Ricardo Aibéo                            | Das Buch der Unruhe                                                                       |
| 2010 | Le voyage inaccompli                                  | Kurzfilm                                                        | Frankreich              |                           | Pascal Auger                              |                                                                           |                                                                                           |
| 2011 | Um Poema por Semana                                   | Fernsehserie                                                    | Portugal                |                           |                                           |                                                                           | Gedichte                                                                                  |
| 2011 | Transeunte                                            | Dokumentarfilm, Kurzfilm                                        | Portugal                |                           | Henrique Pina                             | Albano Jerónimo (Sprecher)                                                | Gedichte                                                                                  |
| 2011 | Ponto da poesia                                       | Spielfilm                                                       | Brasilien               |                           | Laerte Marquesini, Daniel Lellis Siqueira | Lis Castro, Taci Lacerda, Kiki Manzo                                      | (Gedichte)                                                                                |
| 2012 | A Melodia do Tempo                                    | Kurzfilm                                                        | Portugal                |                           | Martim Costa, Leandro Pais, Rafael Santos | Gonçalo de Morais                                                         | Gedicht                                                                                   |
| 2013 | Ophiussa: Uma Cidade de Fernando Pessoa               | Dokumentarfilm                                                  | Portugal                |                           | Fernando Carrilho                         | Ivo Canelas, Almeno Gonçalves, Pedro Mendonça                             |                                                                                           |
| 2013 | Los seres sombríos                                    | Dokumentarfilm, Kurzfilm                                        | Spanien                 |                           | Lázaro Louzao                             | Santos Zunzunegui (Sprecher)                                              |                                                                                           |
| 2014 | Lisbon Revisited                                      | Dokumentarfilm                                                  | Portugal                |                           | Edgar Pêra                                | Sprecher: Nuno Melo, Maya Booth, Marina Albuquerque                       |                                                                                           |
| 2014 | Suicide by Alvaro De Campos                           | Spielfilm, Kurzfilm                                             | Portugal                |                           | Hugo Alves, Francisco Peres               | Tom O’Bedlam (Sprecher)                                                   | Gedicht                                                                                   |
| 2015 | Se Te Queres Matar, Mata-te                           | Spielfilm, Kurzfilm                                             | Portugal                |                           | Sérgio Graciano                           | Heloísa Jorge                                                             | Gedicht                                                                                   |
| 2016 | Cyclus                                                | Spielfilm, Kurzfilm                                             | Portugal                |                           | Ana Rosa Figueiredo                       | Catarina Fernandes                                                        |                                                                                           |
| 2016 | Murk                                                  | Spielfilm, Kurzfilm                                             | Portugal, Brasilien     |                           | Jerónimo Rocha                            | Guilherme Barroso                                                         | (Gedicht)                                                                                 |
| 2016 | Pastor de Sonhos                                      | Dokumentarfilm, Kurzfilm                                        | Portugal                |                           | Paulo César Fajardo                       | Hermínio Carvalhinho, Filipe Sá (Sprecher)                                | (Gedichte)                                                                                |
| 2018 | Il banchiere anarchico                                | Spielfilm                                                       | Italien                 |                           | Giulio Base                               | Giulio Base, Paolo Fosso                                                  | Ein anarchistischer Bankier                                                               |
| 2018 | A Day in June - a song cycle in 5 portraits           | Spielfilm, Kurzfilm                                             | Niederlande             |                           | Peter Sieben                              | Mattijs van de Woerd                                                      |                                                                                           |
| 2019 | Le Songe de B. Soares                                 | Animationsfilm, Kurzfilm                                        | Frankreich              |                           | Thibault Chollet                          | Thibault Chollet (Sprecher)                                               |                                                                                           |
| 2020 | Poésie (dans un monde de brutes)                      | arte-Fernsehreihe, Folge: Maria de Medeiros lit Fernando Pessoa | Frankreich              | Poesie (für harte Zeiten) | Maria de Medeiros                         | Maria de Medeiros, Blanche Gardin, Grégory Montel                         | Gedicht                                                                                   |
| 2020 | Adeus Senhor António                                  | Spielfilm, Kurzfilm                                             | Portugal                |                           | Júlia Buisel                              | Catarina Wallenstein, Marta Jardim, Luís Lima Barreto                     | Roman                                                                                     |
| 2020 | Hathor em Linha Recta                                 | Spielfilm, Kurzfilm                                             | Portugal                |                           | Ana Cavazzana                             | Inês Antão, Laurentina Coutinho, Patrocínia Cristóvão                     | Gedicht                                                                                   |
| 2020 | Vivo em Mim a Vida dos Outros                         | Spielfilm, Kurzfilm                                             | Brasilien               |                           | Alessandra Haro, Sofia Wickerhauser       | Mauriceia Rocha                                                           | Gedicht                                                                                   |
| 2021 | Um Jantar Muito Original                              | Spielfilm, Fernsehfilm                                          | Portugal                |                           | Leandro Ferreira                          | Tomás Alves, Miguel Loureiro, Beatriz Barosa                              | Erzählung                                                                                 |
| 2021 | O Ídolo                                               | Spielfilm, Kurzfilm                                             | Portugal                |                           | Pedro Varela                              | Mick Greer, Tiago Felizardo, Ana Vilela da Costa                          |                                                                                           |
| 2021 | The Book of Disquiet                                  | Spielfilm, Kurzfilm                                             | USA                     |                           | Christopher Willis                        | Aedan Catel, Cailyn Rice, Joe Henley                                      | Das Buch der Unruhe                                                                       |
| 2023 | The Nothingness Club - Não Sou Nada                   | Spielfilm                                                       | Portugal                |                           | Edgar Pêra                                | Miguel Borges, Victoria Guerra, Albano Jerónimo                           | Zitate von Pessoas Heteronymen                                                            |